# Панджихуа
Панджихуа е град в провинция Съчуан в южната част на Централен Китай. Разположен е на река Яндзъ. Административният район на Панджихуа е с население от 1 214 121 жители (2010 г.). Градът разполага с университет, летище и жп гара. Развито е стоманопроизводството.